# Systematická teologie
Systematická teologie, označovaná někdy též jako dogmatická teologie či dogmatika je teologickým odvětvím, jehož úkolem je zkoumat a systematicky reflektovat jednotlivé obsahy křesťanské víry. Systematickou teologii samu pak tvoří další podobory věnující se jednotlivým okruhům. Předpoklady pro systematickou teologickou reflexi vytváří fundamentální teologie věnující se otázkám, které ospravedlňují samotné teologické bádání, zvláště v otázce důvěryhodnosti této nauky.
Systematická teologie má tedy za úkol reflektovat společnou víru křesťanů tak, jak ji vyznává církev, a slovně ji formulovat.

## Obory systematické teologie
Mezi obory, kterými se systematická teologie zabývá, a jejich předměty patří:
- trinitární teologie – zkoumá Boha jako společenství tří osob: Trojice, pojednává o Nejsvětější Trojici; v současnosti se v rámci tohoto traktátu rozvíjí zvláštní část o Duchu Svatém, neboli pneumatologie. Trinitologie zkoumá Boha jako společenství 3 osob – trojici – z latinského trinitas, zabývá se křesťanským dogmatem o Nejsvětější trojici – náleží vedle christologie k základním teologickým odvětvím. Učení o trojici formulovala církev na 4 ekumenických koncilech (První nikajský koncil, První konstantinopolský koncil, Efezský koncil, Chalkedonský koncil) a je zahrnuto křesťany v obecně uznávaných vyznáních víry, zvláště v Nicejsko-konstantinopolské vyznání.
- christologie – Ježíš Kristus, jeho přirozenost, vztah mezi božstvím a lidstvím v Kristu. Název pochází z řeckého Christos (Chrestos) – pomazaný, Logos – slovo, řeč, nauka. Cristologie se zabývá osobou Ježíše Krista a jejím teologickým významem. Zkoumá vztah Ježíše a Boha, církve a jednotlivého křesťana. Zabývá se jeho Božstvím a lidstvím.
- pneumatologie – Duch Svatý je odlišen od Otce a Syna, ale je s nimi téže podstaty Homoúsios. Jako symbol je holubice nebo plamen. V Novém Zákoně existuje Duch svatý jako samostatná osoba. Podle křesťanské víry počala Marie syna Ježíše prostřednictvím Ducha svatého. Ježíš pak přijímá zvláštním způsobem Ducha svatého při svém křtu v řece Jordán Matouš 3,16-17. Příslib Ducha svatého tvoří jedno z hlavních témat při své řeči na rozloučenou v Janově evangeliu.
- teologická antropologie – člověk, stvoření,
  - nauka o stvoření člověka a jeho předurčení
  - hamartologie – nauka o hříchu, teologie dějin spásy,
  - nauka o milosti
  - soteriologie – spása, vykoupení,
  - eschatologie – „poslední věci“: smrt, věčný život, poslední soud,
- ekleziologie – církev,
  - misiologie – misie, evangelizace
- sakramentální teologie – teologie svátostí (křest, …),
- angelologie – andělé, neviditelný svět,
- démonologie – Satan, démoni, zlí duchové.